# Віанден

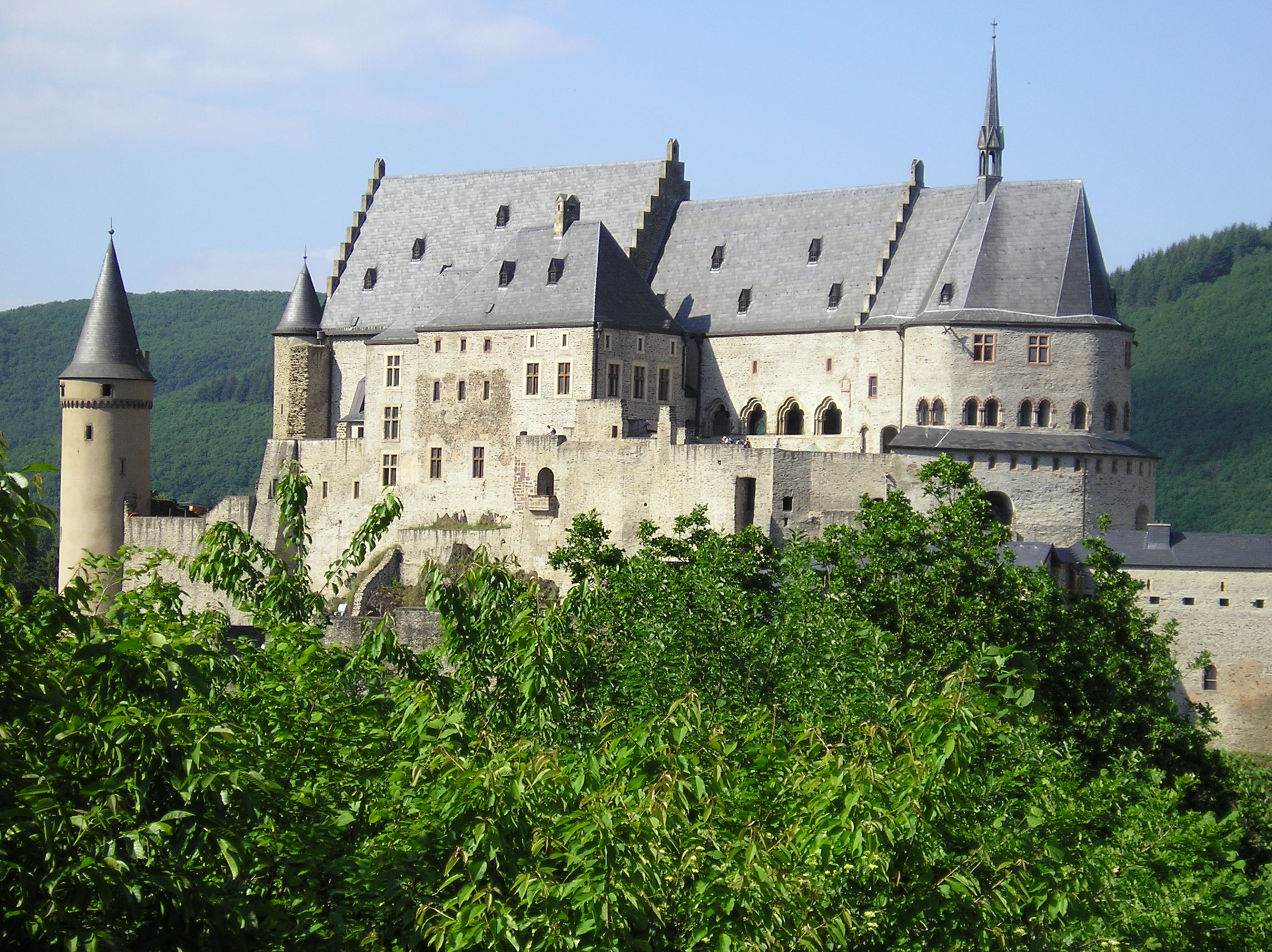
замок

Віанден (люксемб. Veianen, фр. Vianden, нім. Vianden) — місто в Люксембурзі, що утворює собою окрему комуну. Входить до складу кантону Віанден в окрузі Дикірх.

## Географія
Площа території комуни становить 9,67 км² (108-е місце за цим показником серед 116 комун Люксембургу).
Найвища точка комуни над рівнем моря — 515 метрів (20-е місце за цим показником серед комун країни), найнижча — 198 метрів (28-е місце).

## Посилання

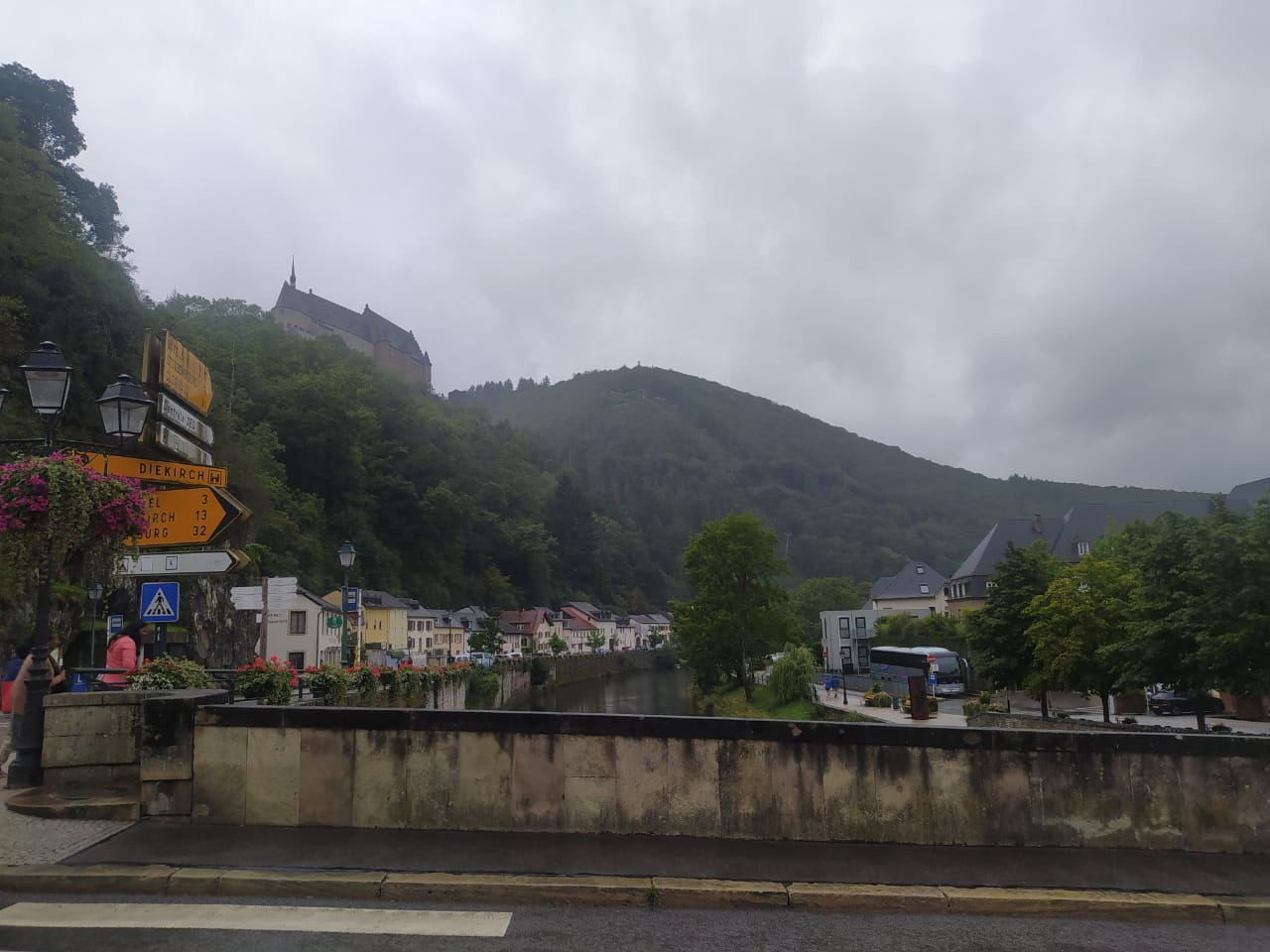
У місті

## Демографія
Станом на 2011 рік на території комуни мешкало 1 692 ос.
Динаміка чисельності населення: